# 张国勇
张国勇（1958年—），男，汉族，中华人民共和国指挥家、政治人物，上海歌剧院院长、艺术总监，上海音乐学院教授，中国共产党党员，第十一届全国政协委员。

## 生平
张国勇在上海音乐学院就读时师从著名指挥家黄晓同，1983年毕业于上海音乐学院指挥系，1993年由国家教委公派至俄罗斯莫斯科国立柴可夫斯基音乐学院，师从根纳季·罗日杰斯特文斯基，1997年获音乐博士学位。2008年，当选第十一届全国政协委员，代表文化艺术界，分入第二十七组。
张国勇曾任上海音乐学院指挥系主任，但2020年11月指挥系并入作曲系，系主任一职由作曲家周湘林接任。
张国勇之子张橹为钢琴家，后亦转型为指挥家，父子二人曾多次同台演出。